# ألدن إتش ميلر
ألدن إتش ميلر (بالإنجليزية: Alden Holmes Miller)‏ هو عالم طيور وعالم حيوانات وأستاذ جامعي أمريكي، ولد في 4 فبراير 1906 في لوس أنجلوس في الولايات المتحدة، وتوفي في 9 أكتوبر 1965 في كليرلاكي في الولايات المتحدة.